# Full Fat
Full Fat é uma desenvolvedora britânica independente de videogames. A empresa foi fundada em 1996. A especialidade da empresa é o desenvolvimento de jogos para dispositivos portáteis, incluindo Game Boy da Nintendo, Game Boy Advance, Nintendo DS, PlayStation Portable da Sony e, recentemente, dispositivos móveis. Ela também e conhecida por portar o jogo SimCity 2000 para o Game Boy.